# Batavia (New York)
Batavia je grad u američkoj saveznoj državi New York. Prema popisu stanovništva iz 2010. u njemu je živjelo 15.465 stanovnika.